# Virginia Beach Open 1977 - Doppio
Il doppio del torneo di tennis Virginia Beach Open 1977, facente parte della categoria Grand Prix, ha avuto come vincitori Patrice Dominguez e Ray Ruffels che hanno battuto in finale Francisco González e John McEnroe con il punteggio di 6–4, 6–3.

## Tabellone

### Legenda
| - Q = Qualificato - WC = Wild card - LL = Lucky loser | - ALT = Alternate - SE = Special Exempt - PR = Protected Ranking | - w/o = Walkover - r = Ritirato - d = Squalificato |

|  | Semifinali                      | Semifinali                      | Semifinali                      | Semifinali | Semifinali |  |  | Finale                          | Finale                          | Finale                          | Finale | Finale |  |
|  |                                 |                                 |                                 |            |            |  |  |                                 |                                 |                                 |        |        |  |
|  | Anand Amritraj Bill Scanlon     | Anand Amritraj Bill Scanlon     | Anand Amritraj Bill Scanlon     | 2          | 3          |  |  |                                 |                                 |                                 |        |        |  |
|  | Patrice Dominguez Ray Ruffels   | Patrice Dominguez Ray Ruffels   | Patrice Dominguez Ray Ruffels   | 6          | 6          |  |  | Patrice Dominguez Ray Ruffels   | Patrice Dominguez Ray Ruffels   | Patrice Dominguez Ray Ruffels   | 6      | 6      |  |
|  | Ion Țiriac Guillermo Vilas      | Ion Țiriac Guillermo Vilas      | Ion Țiriac Guillermo Vilas      | 6          | 4          |  |  | Francisco González John McEnroe | Francisco González John McEnroe | Francisco González John McEnroe | 4      | 3      |  |
|  | Francisco González John McEnroe | Francisco González John McEnroe | Francisco González John McEnroe | 7          | 6          |  |  |                                 |                                 |                                 |        |        |  |